# Маями (Аризона)
Маями (на английски: Miami) е град в окръг Хила, щата Аризона, САЩ. Маями е с население от 1794 жители (2007) и обща площ от 2,5 km². Намира се на 1037 m надморска височина. ЗИП кодът му е 85539, а телефонният му код е 928.